# Pink Panther and Sons
Pink Panther and Sons (no Brasil: Os Filhos da Pantera Cor-de-Rosa) é uma série animada de televisão estadunidense, produzida pela Hanna-Barbera Productions e Mirisch-Geoffrey-DePatie-Freleng. A série foi ao ar na NBC entre 1984 e 1985 e no ABC no bloco ABC Kids em 2002 e 2007. Friz Freleng serviu como produtor criativo para a série.
No Brasil, a série foi transmitida pela Rede Globo entre 1989 e 1990, sendo exibido os primeiros 13 episódios com dublagem brasileira, feito pelo estúdio Delart de madrugada, as 6 horas. Em 1995, Os Filhos da Pantera Cor-de-Rosa voltou a ser exibida na Rede Globo, desta vez na TV Colosso, sendo exibidos os episódios restantes 14-20, depois o episódio 21 estreou em 1997 e os últimos 4 episódios foram transmitidas na TV Globinho em 2000, desta vez dobrado pelo estúdio Herbert Richers. Em 2006, foi transmitida no SBT no bloco Bom Dia & Cia, depois estreou nos canais Cartoon Network e Boomerang. Em Portugal, foi transmitida na RTP1 em 1992 e 1993, depois foi transmitida na SIC no bloco Buéréré em 1994 com dobragem portuguesa. Mais tarde, foi exibida na TVI em 2003 e 2004 com a mesma dobragem da SIC, depois estreou no Canal Panda em 2008 e 2009, desta dobrado pelo estúdio ZOV, e em 26 de abril de 2018, foi transmitido no Boomerang mas com uma dobragem portuguesa diferente.

## História
A série foca nos dois filhos da Pantera Cor-de-Rosa: o pré-adolescente Pinky e seu irmão caçula, Panky, e seus amigos do grupo Panteras do Arco-Íris: Chatta, Rocko, Murfel, Annie e  Punkin.

## Lista de episódios
| Episódio | Título nos EUA                    | Título no Brasil          |
| -------- | --------------------------------- | ------------------------- |
| 01       | Spinning Wheels                   | Disputa Selvagem          |
| 02       | Pinky At The Bat                  | O Jogo de Beisebol        |
| 03       | The Great Bumpo                   | O Grande Bumpo            |
| 04       | Take A Hike                       | Passeio na Floresta       |
| 05       | Haunted Howlers                   | Casa Mal-Assombrada       |
| 06       | Traders Of The Lost Bark          | Vida de Cachorro          |
| 07       | Pink Enemy #1                     | O Assalto ao Banco        |
| 08       | Pink Encounters Of The Panky Kind | Do Outro Mundo            |
| 09       | Millionaire Murfel                | O Milionário Murfel       |
| 10       | The Pursuit Of Panky              | A Perseguição a Panky     |
| 11       | Sitter Jitters                    | Panky quer ir ao Cinema   |
| 12       | The Fix Up, Foul Up               | Luísa e o Parasol         |
| 13       | Joking Genie                      | O Gênio da Lâmpada        |
| 14       | Panky's Pet                       | A Ilha dos Dinossauros    |
| 15       | Punkin's Home Companion           | O Animal de Estimação     |
| 16       | Insanity Claus                    | Papai Noel Enlouqueceu    |
| 17       | Rocko's Last Round                | O Último Round de Rocko   |
| 18       | Sleeptalking Chatta               | Acorda, Chatta            |
| 19       | Pink Shrink                       | A Pantera Encolheu        |
| 20       | The Pink Link                     | O Elo Cor de Rosa Perdido |
| 21       | Anney's Invention                 | A Invenção da Anney       |
| 22       | Panky And The Angels              | Panky e os Anjos          |
| 23       | Arabian Frights                   |                           |
| 24       | Brothers Are Special              | Irmãos são Especiais      |
| 25       | A Hard Day's                      |                           |
| 26       | Mister Money                      |                           |